# Friedrich Knauer
Friedrich Carl Knauer (Graz, 31 marzo 1850 – Vienna, 31 luglio 1926) è stato uno zoologo austriaco.

## Biografia
Friedrich Knauer studiò fisica, chimica e zoologia all'Università di Vienna dal 1868 al 1872. Nel 1887 divenne direttore del Vivarium nel Prater di Vienna. Nel 1893 divenne direttore dello zoo di Vienna.
Knauer scrisse libri zoologici per le scuole e le scienze dell'educazione, nonché opere scientifiche popolari. Dopo la sua morte, Knauer fu sepolto nel cimitero di Zentralfriedhof. Nel 1930, una via a Favoriten fu chiamata Friedrich Knauer Gasse.

## Opere
- Die bauende Thierwelt. Beschreibung der wichtigeren Thierbaue nach fremden und eigenen Beobachtungen. Pichler, Wien o.J.
- Die fremdländischen Amphibien und Reptilien. Frankreich, Spanien, Italien, Griechenland, Rußland, Afrika. Für den Naturfreund beschrieben. Wien o.J.
- Die Reptilien und Amphibien Nieder-Oesterreichs. Eine faunistische Skizze. Wien 1875
- Amphibien- und Reptilienzucht. Köhler, Wien 1875
- Beobachtungen an Reptilien und Amphibien in der Gefangenschaft. Hölder, Wien 1875
- Fang der Amphibien und Reptilien und deren Conservierung für Schulzwecke. Hölder, Wien 1875
- Unsere Kenntnisse von der Entstehung und dem Baue des Chlorophyll`s und dessen Rolle im Pflanzenleben. Hölder, Wien 1875
- Die alte Grenzscheide zwischen Thier- und Pflanzenwelt und deren Umsturz durch die moderne Naturwissenschaft. Hölder, Wien 1876
- Deutschlands und Österreichs Reptilien. Pichler, Wien 1877
- Europas Kriechtiere und Lurche. Pichler, Wien 1877
- Naturgeschichte der Lurche (Amphibiologie). Pichler, Wien 1878
- Naturgeschichte des Thierreiches. Lehr- und Lesebuch für die unteren Klassen der Gymnasien. Pichler, Wien 1878
- Ein Ausflug nach Schönbrunn. Selbstverlag, Wien 1879
- Deutschlands und Österreichs Amphibien. Für den Naturfreund beschrieben und nach ihrem Leben beschrieben. Pichler, Wien 1881
- Handwörterbuch der Zoologie. Enke, Stuttgart 1887
- Zur Gründung eines großen zoologischen Gartens in Wien. 1. Wiener Vereinsbuchdruckerei, Wien 1891
- Schönbrunn. Belehrender Führer. Lechner, Wien 1898
- Zwiegestalt der Geschlechter in der Thierwelt (Dimorphismus). Teubner, Leipzig 1907
- Vogelschutz und Federnindustrie. Eine Streitfrage. Braumüller, Wien 1914
- Menschenaffen. Ihr Frei- und Gefangenleben. Thomas, Leipzig, um 1915
- Naturschutztage. Anregungen zur Erziehung unserer Jugend zum Naturschutz für Eltern und Lehrer. Thomas, Leipzig 1916
- Waldgänge. Unseren Jungwanderern zur Anregung und Belehrung. Jugendverlag Eckarthaus, Wien 1924